# Cerus ruficollis
Cerus ruficollis är en insektsart som beskrevs av Pieter D. Theron 1984. Cerus ruficollis ingår i släktet Cerus och familjen dvärgstritar. Inga underarter finns listade i Catalogue of Life.